# HD 129846
HD 129846，又名BD+41 2523，SAO 45190、HR 5493，是一颗恒星，视星等为5.73，位于銀經70.09，銀緯63.3，其B1900.0坐标为赤經14h 39m 51.6s，赤緯+40° 63.3′ 56″。